# 埋没費用
埋没費用（まいぼつひよう、英: sunk cost）とは、事業や行為に投下した資金・労力のうち、事業や行為の撤退・縮小・中止をしても戻って来ない資金や労力のこと。英語表記をそのまま音写してサンクコストともいう。

## 寡占と競争可能性
初期投資が大きく他に転用ができない事業ほど埋没費用は大きくなるので、投資も新規事業への参入も慎重になる。寡占論では、埋没費用の多寡が参入障壁の高さを決める要因の一つであるとされる。
これに対しウィリアム・ボーモルは1982年に、埋没費用がゼロならば競争の潜在的可能性が高いので、たとえ独占であっても参入可能性が価格を正常に維持するというコンテスタビリティ理論（競争可能性理論）を提示し、1980年代以後のアメリカの航空輸送産業やトラック輸送産業における規制緩和の流れを作り出した。つまり、市場がどれだけ競争的または寡占的であるかは、実際に市場に参加している企業の多寡によってだけでは判断できず、潜在的な新規参入の容易さによっても左右されることが重要であると主張した。
一方で、このような独占・寡占理論とは独立した動物行動学の観点から埋没費用効果に着目したのがDawkinsとCarlisleであり、1976年に科学雑誌Natureに掲載された "Parental investment, mate desertion and a fallacy" において動物の子育てに関してのコンコルドの誤謬（Concorde fallacy）が報告された。行動経済学における埋没費用の議論は主にドーキンスらの報告に立脚するものであり、埋没費用の存在が個人の意思決定を歪ませる可能性に着目する。

## 誤謬の例
埋没費用は、事業や行為を中止しても戻ってくるものではない。しかし、埋没費用を考慮した結果として、合理的でない誤った判断を下す場合がしばしばある。二つの例を挙げる。
例1：つまらない映画を観賞し続けるべきか
2時間の映画のチケットを1800円で購入したとする。映画館に入場し映画を観始めた。10分後に映画がつまらないと感じられた場合にその映画を観続けるべきか、それとも途中で映画館を退出して残りの時間を有効に使うべきかが問題となる。
- 映画を観続けた場合：　チケット代1800円と上映時間の2時間の両方を失う。
- 映画を観るのを途中でやめた場合：　チケット代1800円と退出までの上映時間の10分間は失うが、残った時間の1時間50分をより有効に使うことができる。

この場合、チケット代1800円とつまらないと感じるまでの10分が埋没費用である。この埋没費用は、この段階において上記のどちらの選択肢を選んだとしても回収できない費用である。したがって、この場合は既に回収不能な1800円（と鑑賞に費やした10分の時間）は判断基準から除外し、「今後この映画が面白くなる可能性」と「鑑賞を中断した場合に得られる1時間50分」とを比較するのが経済的に合理的である。
しかし、多くの人は1800円を判断基準に含めてしまいがちである。
例2：チケットを紛失した場合
ある映画のチケットを1800円で購入しこのチケットを紛失してしまった場合に、再度チケットを購入してでも映画を観るべきか否か。
チケットを購入したということは、その映画を見ることに少なくとも代金1800円と同等以上の価値があると感じていたはずである。一方で、紛失してしまったチケットの代金は埋没費用にあたるから、2度目の選択においては判断材料に入れないことが合理的である。
したがって、再度1800円のチケットを購入してでも、1800円以上の価値がある映画を観るのが経済学的には合理的な選択となる。しかし人は、「その映画に3600円分の価値があるか」という基準で考えてしまいがちである。